# SITES Spectre M4
La Spectre M4 è un mitra calibro 9 mm Parabellum costruito dalla fabbrica SITES di Torino a partire dalla metà degli anni ottanta e concepita per impieghi speciali antiterrorismo, servizi di scorta e difesa ravvicinata.

## Storia
La Spectre M4 fu progettata dal tecnico armiere italiano Roberto Teppa con la collaborazione di Claudio Gritti e fu industrializzata dalla Società Italiana Tecnologie Speciali di Torino a partire dal 1984. Il punto di partenza nella realizzazione di quest'arma fu la necessità di assicurare un forte volume di fuoco a un'arma di piccole dimensioni, offrendo anche una notevole prontezza d'uso e sicurezza nel maneggio.
Sebbene dotata di interessanti caratteristiche, la Spectre non incontrò il successo commerciale sperato. Ne fu fornito qualche esemplare, a titolo di prova, a corpi speciali di polizia italiani ed alcune unità dell'esercito svizzero, mentre lotti più consistenti raggiunsero la Croazia e la Bosnia ed Erzegovina, ove furono utilizzati dalle locali forze armate durante il conflitto per l'indipendenza di queste due repubbliche.
Alla scarsa e variegata diffusione del modello militare, si contrappose una discreta accoglienza commerciale delle versioni semiautomatiche per il mercato civile: la SITES offrì una variante denominata Spectre C ("Ranger") limitata al solo tiro semiautomatico e munita di una canna più lunga, nonché la Spectre P (chiamata anche "Falcon") privata del calciolo ribaltabile e dell'impugnatura anteriore, catalogata come pistola e ottimizzata per il tiro a una sola mano.
Entrambe le varianti civili, oltre che in calibro 9 mm Parabellum, furono rese disponibili in 9 × 21 mm IMI, .40 S&W e .45 HP.
Con la chiusura della fabbrica nel 1997, la produzione della Spectre M4 e delle sue versioni civile venne supportata dalla ditta Greco Sport SA di uno dei due fondatori e cessò nel 2001.

## Caratteristiche tecniche

Il caricatore quadrifilare dello Spectre M4

Il mitra Spectre si distingue da tutte le sue concorrenti per una serie di caratteristiche originali. La costruzione del fusto è ottenuta mediante stampaggio di lamiera, per consentirne una produzione rapida ed economica.
Meccanicamente, l'arma funziona con una semplice chiusura a massa: tuttavia, la Spectre spara ad otturatore chiuso (a differenza di armi più economiche e convenzionali) e lo stesso otturatore si presenta come una doppia massa battente.  Una delle due parti è l'otturatore vero e proprio, mentre la seconda è una massa separata che ha lo scopo di azionare il percussore mobile e che sostituisce un  cane vero e proprio (che quest'arma non possiede). Entrambe le parti arretrano dopo lo sparo ma, mentre l'otturatore ritorna in avanti camerando la successiva cartuccia, la massa battente posteriore si riunisce alla prima solo quando questa raggiunge la completa chiusura, o comunque soltanto quando il grilletto viene o resta premuto. 
Il vantaggio di questa soluzione sta nel ridurre le masse in movimento al momento dello sparo, onde ottenere una migliore stabilità dell'arma.
Un'altra caratteristica insolita sta nel dispositivo di sparo a doppia azione, concettualmente simile a quella di una pistola da difesa. In questo modo, l'arma viene approntata al tiro soltanto dopo una prima e consistente pressione del grilletto, con la quale viene caricata la massa battente prima che s'abbatta sul percussore.
Il caricatore è insolito, anche se è possibile utilizzarne uno di tipo più convenzionale. La caratteristica che lo contraddistingue è l'elevata capacità (30 o 50 colpi) e il fatto che - per ridurne l'ingombro verticale - le munizioni vi sono inserite in quattro file alternate (caricatore quadrifilare) anziché due, come consueto. La presentazione della cartuccia alla camera di scoppio è ovviamente singola e nell'ultimo tratto superiore del caricatore le file si riducono da quattro a due.
Un altro aspetto innovativo della Spectre è la rigatura sinusoidale della canna, che non presenta la consueta rigatura interna, ma un profilo poligonale privo di spigoli vivi. La canna stessa è interamente protetta da una scatolatura ventilata integrale al fusto dell'arma.
Per poterla impiegare nel tiro mirato alla spalla, la Spectre è dotata di un calciolo metallico ribaltabile, che si ripiega sul lato superiore dell'arma. Per migliorare la presa della mano debole durante il tiro, è presente anche un'impugnatura anteriore verticale.
Al tiro, la Spectre M4 stupisce per l'elevata cadenza di sparo e il volume di fuoco che è in grado di esprimere. La corta linea di mira e soprattutto il notevole peso di scatto del grilletto, però, penalizzano la precisione del tiro a distanza, che va limitato a non più di una cinquantina di metri.

## Altre caratteristiche
L'otturatore della Spectre è disegnato in modo che, durante il suo moto alternato, si determini uno spostamento di aria, che viene convogliata intorno alla canna per favorirne il raffreddamento.
Il caratteristico dispositivo di sparo a doppia azione rende molto sicuro l'uso dell'arma, che non può sparare se non con una deliberata pressione del grilletto. Unita al grande volume di fuoco di cui è capace, questa qualità rende la Spectre un'ottima PDW (Personal Defence Weapon), vale a dire un'arma per la difesa a breve distanza (per esempio, in un servizio scorta).

## La Spectre nella cultura di massa
In ambito videoludico la Spectre è presente nel videogioco Call of Duty: Black Ops e in Red Crucible Firestorm e anche sul gioco Point Blank.